# Xenophrys wawuensis
Xenophrys wawuensis là một loài lưỡng cư thuộc họ Megophryidae.
Đây là loài đặc hữu của Trung Quốc.
Môi trường sống tự nhiên của chúng là rừng ôn đới, sông ngòi, và sông có nước theo mùa.
Chúng hiện đang bị đe dọa vì mất môi trường sống.